# Maria Clara Eimmart
Maria Clara Eimmart (27 maig 1676 – 29 octubre 1707), va ser una astrònoma, gravadora i dissenyadora alemanya. Va ser la filla i ajudant de Georg Christoph Eimmart el Jove.

## Biografia
Maria Clara Eimmart era una astrònoma alemana nascuda a Nuremberg. Era la filla del pintor, gravador, i astrònom aficionat Georg Christoph Eimmart el més Jove, qui era també director de l'Acadèmia d'Art de Nuremberg, el Malerakademie, del 1699 al 1704. El seu avi, Georg Christoph Eimmart el Major, era també un gravador i pintor de retrats, natura morta, paisatges i temes històrics.
La professió del pare de Maria Clara Eimmart era lucrativa, però ell va gastar tots els seus ingressos en la compra d'instruments astronòmics i en la construcció d'un observatori privat a Nuremberg (al 1678). Ell va ser un observador diligent i va publicar els seus en diverses transaccions científiques.
A causa de la gran tradició artesana a Alemanya, Maria Clara Eimmart va poder aprofitar l'oportunitat d'entrenar com a aprenent del seu pare. A través d'ell, va rebre una ampla educació en francès, llatí, matemàtiques, astronomia, dibuix, i gravat. Les seves habilitats com a gravadora li van permetre fer d'assistent al seu pare, i va esdevenir coneeguda per les seves representacions de les fases de la lluna. A més a més, va il·lustrar flors, ocells i temes classics, tot i que la majoria de les seves pintures s'han perdut.
Al 1706, Maria Clara es va casar amb Johann Heinrich Muller (1671-1731), l'alumne i el successor del seu pare, qui havia esdevingut director de l'observatori Eimmart al 1705. Muller també ensenyava física a Nuremberg Gymnasium, on Maria li feia d'assistent. Muller va ser influït per la passió per l'astronomia de la familia Eimmart, de tal manera que va convertir-se en un diligent aficionat i, posteriorment, professor a Altorf, on va utilitzar la seva habilitat en representar cometes, taques solars, i muntanyes lunars, ajudat per Maria Clara. En els primers anys del seu matrimoni, la parella va treballar amb els Germans Rost, novelistes i astrònoms, i amb Doppelmayer, un historiador d'astronomia.
Només un any després del seu matrimoni, Maria Clara Eimmart va morir en donar a llum, a Nuremberg.

## Il·lustracions astronòmiques
Maria Clara és coneguda per les seves exactes il·lustracions astronòmiques fetes amb pastels pàlids sobre cartró blau marí. Entre el 1693 i el 1698, Maria Clara va fer més de 350 dibuixos de les fases de la lluna. Aquesta col·lecció de dibuixos, feta només a partir d'observacions a través d'un telescopi, va ser titulada Micrographia stellarum fases lunae ultra 300. Dotze d'aquests dibuixos va ser donats a Luigi Ferdinando Marsili, un científic col·laborador del seu pare és, i uns altres deu encara es troben a Bologna, juntament amb tres estudis més sobre paper marró. Les continues sèries de representacions de la lluna de Maria Clara van consolidar una base per un nou mapa lunar.
Al 1706, Maria Clara va fer dues il·lustracions d'un eclipsi total. També existeixen alguns dibuixos de planetes i cometes.
Algunes fonts afirmen que Maria Clara va publicar un treball sota el nom del seu pare al 1701, el Ichnographia nova contemplationum de sola. Tanmateix, no hi ha cap evidència per reconèixer aquest treball com a feina seva i no del seu pare.

## Galeria

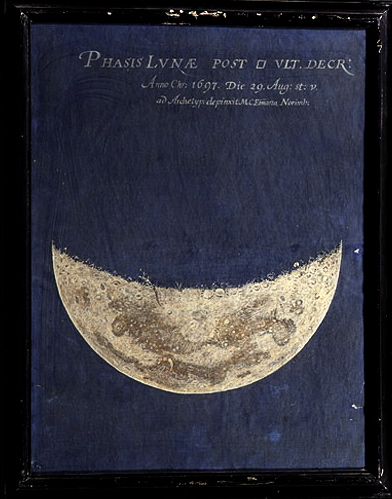
Fase de la Lluna observada
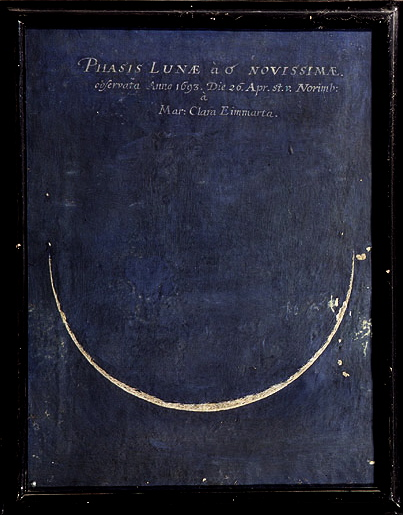
Segona fase de la Lluna
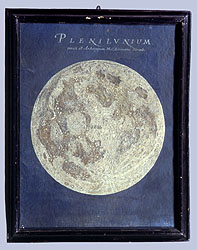
Il·lustració de la Lluna plena
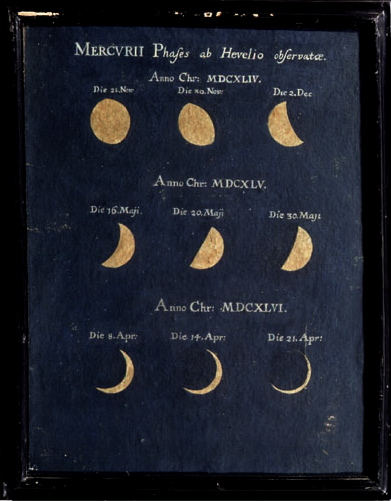
Fase de Mercuri observada per Johannes Hevelius
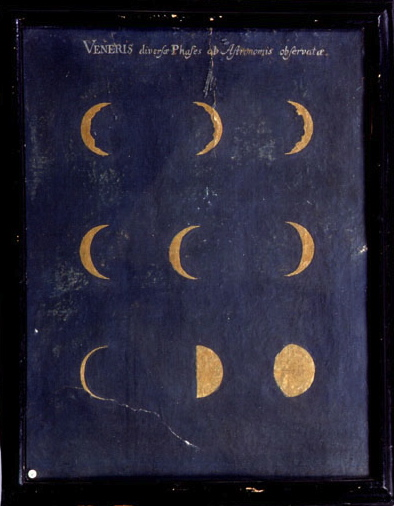
Fase de Venus
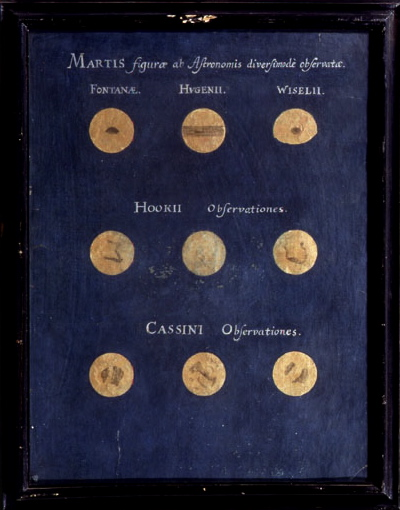
Aspecte de Mart
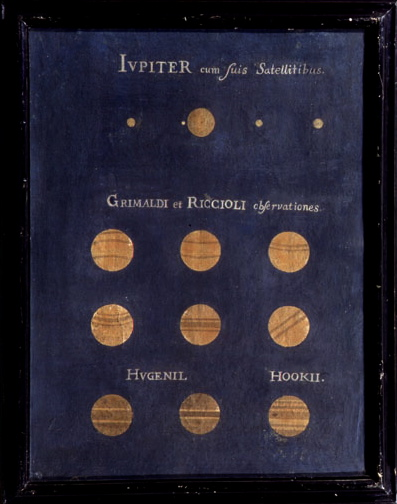
Aspecte de Júpiter
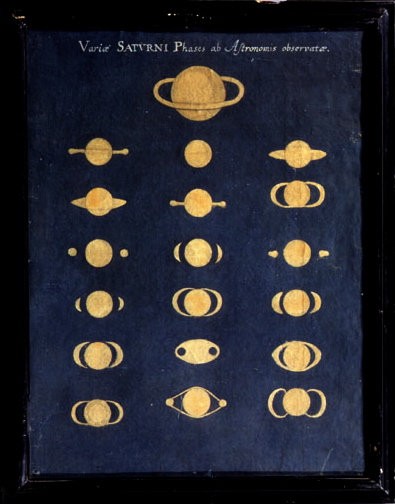
Aspecte de Saturn
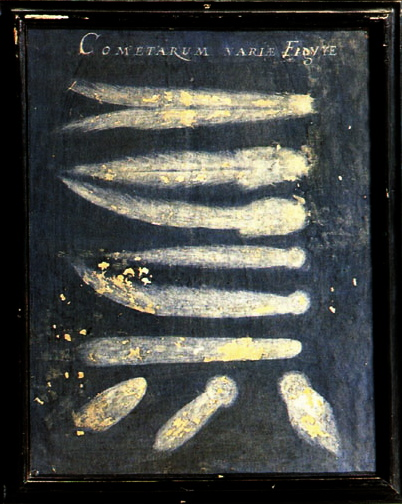
Cometes
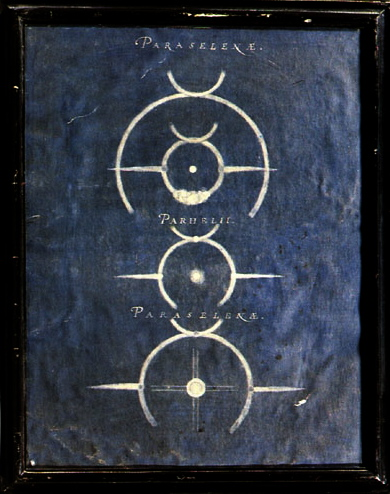
Paraselene i Parhelion
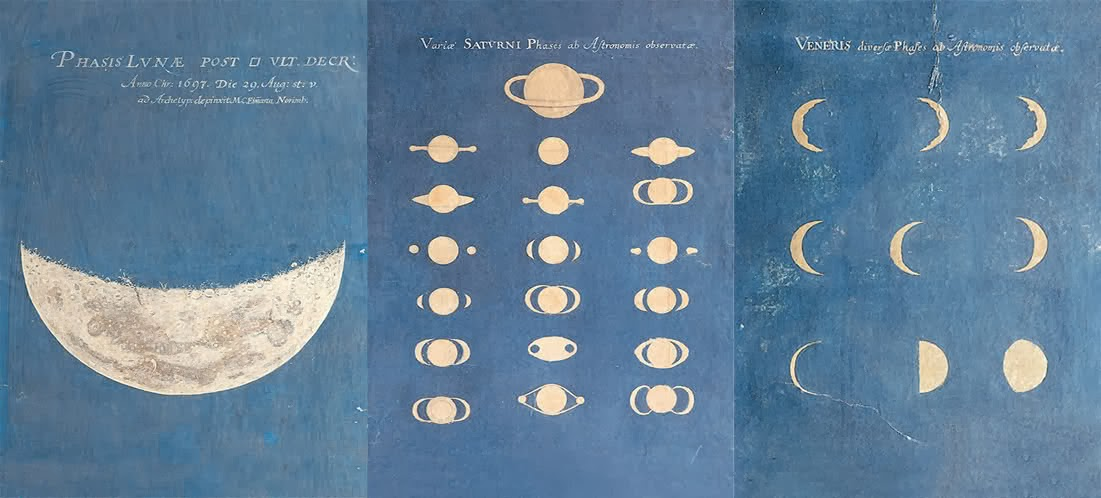
Il·lustracions astronòmiques